# Torpedo Alley
Seconde Guerre mondiale
Batailles
Bataille de l'Atlantique
- Bataille des Caraïbes
- Blocus allié de l'Allemagne
- Guerre météorologique
- Bataille du Rio de la Plata
- Opération Berlin
- Bataille du détroit de Danemark
- Opération Neuland
- Torpedo Alley
- Opération Paukenschlag
- Opération Postmaster
- Opération Cerberus
- Opération Biting
- Opération Chariot
- Bataille du Saint-Laurent
- Opération Frankton
- Bataille de la mer de Barents
- Mai Noir
- Bataille du cap Nord
- Opération Stonewall
- Opération Teardrop

Front d'Europe de l'ouest

Front d'Europe de l'est

Campagnes d'Afrique, du Moyen-Orient et de Méditerranée

Guerre du Pacifique

Guerre sino-japonaise

Théâtre américain
La Torpedo Alley ou Torpedo Junction est un cimetière de l'Atlantique au large de la Caroline du Nord, nommé ainsi en raison du nombre important d'attaques menées par les U-Boote allemands contre les navires marchands alliés pendant la Seconde Guerre mondiale entre 1942 et 1945.

## Contexte historique

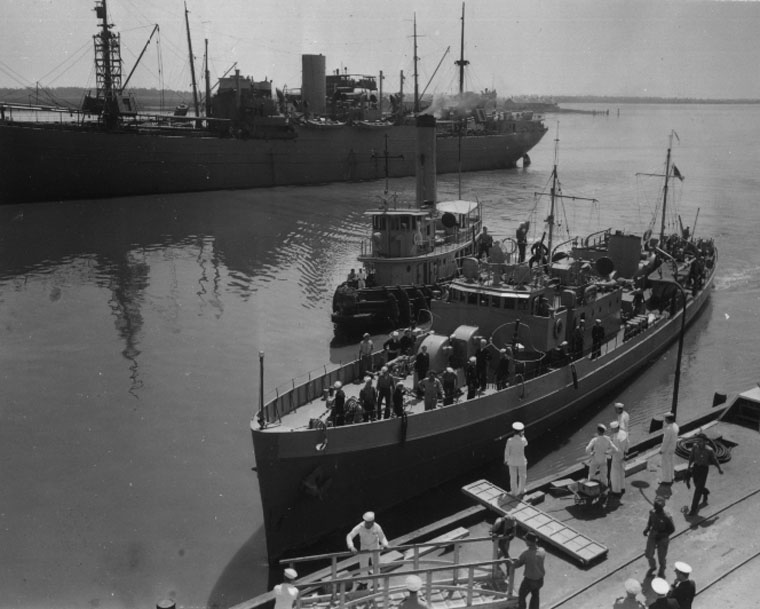
Le USCGC Icarus ramenant des prisonniers de guerre du U-352 au Charleston Navy Yard.

## LaTorpedo Alley
La Torpedo Alley est située dans les eaux entre la Caroline du Nord et les Outer Banks, principalement près du Cap Hatteras.
Environ 400 navires alliés y sont coulés, dont la majeure partie durant l'opération Paukenschlag (coup de cymbale) en 1942 ; plus de 5 000 personnes sont tuées, dont de nombreux civils.
Les attaques navales allemandes débutent en janvier 1942 et sont nommées par les commandants d'U-Boote comme "la période de chasse américaine" (Great American Turkey Shoot).
Les Alliés coulent trois sous-marins ennemis : l' U-85, l' U-352 et l' U-701.